# 田相国
田 相国（田相國、朝鮮語：チョン・サングク、전상국、中国語：ティエン・シャングオ）は中華民国空軍の軍人。別名は李相國。朝鮮出身の抗日航空烈士。

## 経歴
1907年、黄海道信川郡斗羅面に生まれる。1927年（昭和2年）5月1日、日本飛行学校に入学。卒業後同校で助教官を務める。
1929年（昭和4年）6月26日午前9時頃、二等飛行士受験準備のため、立川飛行場で甲式三型（ニューボール式24型、ローン式80馬力装備）J-TEIOで練習飛行中、発動機故障により付近の桑畑に不時着して転覆し、機体が大破、田相国は右腕その他に打撲傷を負った。
1929年10月、二等飛行機操縦士技倆証明書交付。
1929年11月3日、代々木練兵場で行われた第5回飛行機操縦士競技大会で5等となり、賞金5百円が贈られた。
1930年（昭和5年）1月、二等飛行機操縦士免状交付。
中国へ亡命して中国籍（江蘇省江寧県）を取得した。その後中国中央航空学校の教官を務めていたが、1931年に中国空軍に入隊。1932年2月26日、杭州迎撃戦で負傷した石邦藩（航空第2隊隊長）の止血処置をした。1934年、中央航空学校第2期高級班卒業。冷静沈着で果敢であり、剿匪や西安事件などで出動した。1935年（民国24年）9月7日、空軍中尉任官。1936年、朝鮮民族革命党に加入。同年11月1日、南昌で空軍第1大隊（大隊長：邢剷非）が編成され、隷下の第1隊（隊長：李賜禎）副隊長。1937年9月7日、空軍上尉。
日中戦争勃発時は第1大隊第1中隊（隊長：李賜禎上尉）副中隊長、のちに中隊長。戦争初期に17回の輸送任務と15回の爆撃任務を完遂した。
1938年8月、漢口から成都へ移動する途中でモーターの故障により湖北省宜昌南沱江に墜落して死亡する。

## 参考
“중국에서 본 한국인 묘, 비석에 새긴 이름 읽는 순간”. オーマイニュース. (2015年5月29日) 2015年7月10日閲覧。